# Sean Shelton
Sean Shelton (* 27. Juni 1991 in Kansas City, Missouri) ist ein ehemaliger US-amerikanischer American-Football-Spieler. Er spielte auf der Position des Quarterbacks und spielte College-Football für die William Jewell Cardinals. Er war zuletzt für die Raiders Tirol in der European League of Football (ELF) aktiv. Seit 2022 ist er Sportdirektor der Munich Ravens.

## Werdegang

### Jugend
High School
Shelton war zu Beginn seiner Laufbahn als Fullback aktiv, bevor er im Alter von 13 Jahren auf die Quarterback-Position wechselte. Er besuchte die Palm Harbor University High School, die in der Pinellas County Athletic Conference antrat. Shelton stand dort vier Jahre lang als Starter auf dem Platz. Vereinzelt spielte er dort auch als Safety. 2008 wurde er in das erste All-PCAC Team ernannt.
College
2010 verpflichtete sich Shelton für die William Jewell University, die damals noch mit ihrem Football-Programm im Verband NAIA eingegliedert war. Shelton war bereits als Freshman der Starting Quarterback für die Cardinals und wurde nach Abschluss der Saison teamintern als Offense MVP ausgezeichnet. Zur Saison 2011 verließ das College die NAIA und schloss sich der NCAA an, sodass sich die Cardinals fortan in der Great Lakes Valley Conference der Division II der Konkurrenz stellten. In den drei Jahren in der NCAA stellte Shelton eine Reihe von Schulrekorden auf, die auch 2021 noch Bestand hatten. Shelton, der weitere drei Mal als Cardinals Offense MVP ausgezeichnet wurde, erzielte zwischen 2011 und 2013 4.905 Passing Yards und 38 Touchdowns. Darüber hinaus lief Shelton selbst für weitere zehn Touchdowns in die Endzone. Seine College-Karriere endete jedoch mit einer Niederlage nach einer Interception Sheltons in der Overtime, weshalb er seine sportliche Laufbahn nicht beenden wollte.

### Herren
Die ersten beiden Stationen in Europa
Shelton begann im Frühjahr 2014 seine professionelle Karriere bei den Élancourt Templiers in Frankreich. Für die Templiers kam er in der Division Élite sowie in der IFAF Europe Champions League zum Einsatz. In neun Spielen brachte er 58,7 % seiner Pässe für 2.159 Yards und 27 Touchdowns bei drei Interceptions an und erzielte zudem 530 Rushing Yards und fünf Rushing Touchdowns. Daraufhin wurde er als Import MVP der französischen Liga ausgezeichnet. Anschließend wurde er von den Helsinki Roosters verpflichtet, wo er zur Saisonmitte der Vaahteraliiga den verletzten Robert Johnson ersetzte. In den verbleibenden fünf Spielen der Hauptrunde warf er im Schnitt 229,0 Yards pro Spiel und erzielte zwölf Passing sowie vier Rushing Touchdowns bei zwei Interceptions. Daraufhin wurde er in das All Star Team berufen. Diese Leistung setzte er in den Play-offs fort. So führte er mit 194 Passing und 102 Rushing Yards sowie zwei Touchdown-Pässen die Roosters zum Gewinn des Maple Bowls XXXV gegen die Turku Trojans.
Erstes Jahr in Innsbruck sowie Rückkehr nach Finnland
Bereits im Dezember 2014 unterschrieb Shelton bei den Swarco Raiders aus der Austrian Football League (AFL) für die Saison 2015. „Ich habe mich für die Raiders und die AFL entschieden, weil sie sich in organisatorischer und professioneller Hinsicht von der Masse abheben. Nachdem ich mit Coach Shuan (Fatah) gesprochen und seine Sichtweise und Visionen gehört hatte, wusste ich, dass die Raiders das richtige Team für mich sind“, begründete Shelton seinen Wechsel nach Innsbruck. In der regulären Saison kam Shelton in sechs Spielen zum Einsatz und brachte dabei 59,9 % seiner Pässe für 1.641 Yards und 16 Touchdowns bei drei Interceptions an. Er hatte des Weiteren 45 Läufe für 286 Yards und drei Touchdowns. Anschließend führte er die Raiders zum ersten Austrian-Bowl-Titel seit 2011.
Nach dem Ende der Saison in Österreich heuerte Shelton zur Saisonmitte der finnischen Vaahteraliiga bei den Turku Trojans an. In den verbleibenden fünf Spielen der regulären Saison brachte er 79 von 131 Pässen für 1.088 Yards mit 15 Touchdowns und fünf Interceptions an und erzielte darüber hinaus einen Rushing Touchdown.  Zwar führte er die Trojans ins Playoff-Halbfinale, doch verloren sie dort gegen Sheltons vorheriges Team, den Helsinki Roosters. Nach Abschluss der finnischen Saison im September verlängerten die Raiders Tirol mit Sean Shelton um eine weitere AFL-Saison.
Zweimalige Auszeichnung als AFL MVP und internationale Erfolge
In der Saison 2016 stellten sich die Raiders auch in der Big6 European Football League der Konkurrenz. Nach Zu-Null-Siegen in der Gruppenphase gegen die Berlin Adler und die Schwäbisch Hall Unicorns erreichten die Raiders den Eurobowl XXX gegen die New Yorker Lions aus Braunschweig, der jedoch mit 21:35 verloren ging. In den drei Spielen warf Shelton insgesamt sechs Touchdown-Pässe bei zwei Interceptions und erzielte einen Touchdown per Rush selbst. Noch erfolgreicher verlief in diesem Jahr hingegen die AFL, in der die Raiders nach einer Siegesbilanz von 9–1 in der regulären Saison auch in den Play-offs nicht zu stoppen waren und schließlich den Austrian Bowl XXXII mit 51:7 gegen die Graz Giants gewannen. Shelton wurde nicht nur als Austrian Bowl MVP, sondern nach insgesamt 3.029 Passing Yards für 30 Touchdowns bei zwei Interceptions und zwölf Rushing Touchdowns auch als AFL MVP ausgezeichnet. Nur wenige Wochen nach dem Saisonende verlängerten die Swarco Raiders mit Shelton.
Im Rahmen der Central European Football League 2017 schlugen die Raiders die Panthers Wrocław und die Triangle Razorbacks, ehe sie den CEFL Bowl XII gegen die Kragujevac Wild Boars gewannen und somit den ersten internationalen Titel seit 2011 holen konnten. Shelton trug auch zu diesem Erfolg erheblich bei, weshalb er als CEFL MVP ausgezeichnet wurde. In der AFL konnten die Raiders ihren Staatsmeistertitel nach einer Niederlage gegen die Vienna Vikings im Austrian Bowl XXXIII in Klagenfurt nicht verteidigen. In der Saison 2018 gewannen die Raiders gegen die Koç Rams aus Istanbul erneut den CEFL-Bowl. Auch in der AFL waren die Raiders erneut erfolgreich, womit Shelton seinen dritten Austrian Bowl gewann. Shelton, der 3.114 Passing Yards für 40 Touchdowns bei drei Interceptions sowie 506 Rushing Yards und acht Touchdowns erzielte, wurde zum zweiten Mal als AFL MVP ausgezeichnet.
Die Raiders erreichten im Juni 2019 nach Siegen gegen die Thonon Black Panthers und die Milano Seamen zum dritten Mal in Folge den CEFL-Bowl, den sie mit 46:42 gegen die Calanda Broncos gewinnen konnten und somit ungeschlagen blieben. In einer Two-Minute-Offense gelang dabei Shelton der entscheidende Touchdown-Pass auf Marco Schneider. In der AFL 2019 konnte Shelton erneut herausragende Statistiken erzielen. So war er gemessen am Quarterback-Rating erneut der beste Athlet auf seiner Position, wenngleich er mit 2.723 Passing Yards ligaweit nur an dritten Stelle rangierte. Besonders auffällig ist hierbei mit 36:2 in zwölf Spielen das überdurchschnittlich Touchdown-Interception-Verhältnis. Die Saison schloss er mit Gewinn des Austrian Bowls gegen die Vikings in St. Pölten ab.
Fünfter österreichischer Meistertitel und der Schritt in die European League of Football
In der Saison 2020 nahmen die Raiders aufgrund der Covid-19-Pandemie trotz Vorbereitung nicht am Spielbetrieb der AFL teil, sodass auch Shelton zu keinen Einsätzen kam. Erst 2021 stand er wieder auf dem Platz. Das erste Saisonhighlight stellte der CEFL Bowl dar, der gegen die Schwäbisch Hall Unciorns erstmals verloren ging. In der AFL musste Shelton erstmals drei Niederlagen in der regulären Saison hinnehmen. Mit 21 Touchdown-Pässen bei sechs Interceptions war Shelton zudem verglichen zu den Vorsaisons statistisch etwas schwächer gewesen. Dennoch erreichten sie den Austrian Bowl, den die Raiders mit 35:14 gewinnen konnten. Shelton wurde anschließend zum zweiten Mal als Austrian Bowl MVP ausgezeichnet.
Nachdem die Raiders Tirol Ende September angekündigt hatten, ab der Saison 2022 als Franchise an der European League of Football (ELF) teilzunehmen, gaben die Raiders Ende November die Vertragsverlängerung mit Shelton bekannt. „Wenn du so lange Football spielst wie ich, dann geht es immer um neue Herausforderungen. Ich könnte mir keine größere Herausforderung vorstellen, als zu helfen die Raiders Tirol in ihre erste Saison in der ELF zu führen“, beschrieb Shelton seine Motivation. In der Vorbereitung auf die Saison war Shelton gemeinsam mit Offensive Coordinator Kyle Callahan für die Gestaltung des Playbooks verantwortlich. Die Raiders starteten mit zwei Niederlagen in die Saison, konnten im weiteren Saisonverlauf aber acht Spiele in der regulären Saison gewinnen. Damit zogen sie als "Wild-Card-Team" in das Halbfinale ein. Shelton trug zu diesem Erfolg erheblich bei, schließlich führte er den gemessen an Offense Yards und Offense Touchdowns ligaweit besten Angriff als Quarterback an. Als der am seltenste gesackte Quarterback konnte er sich dabei stets auf seine Offensive Line verlassen. Bemerkenswert war dabei nicht nur sein zum wiederholten Male hohes Passer-Rating (108.65), sondern auch seine insgesamt acht Rushing Touchdown (Platz 3 in dieser Kategorie). Daraufhin wurde Shelton nicht nur in das erste All-Star Team berufen, sondern auch als ELF MVP ausgezeichnet.
Am 26. September 2022 gab Shelton sein Karriereende bekannt.

### Coach
Shelton begann im September 2015 im Nachwuchsbereich der Raiders als Quarterback Coach tätig zu sein. Diese Funktion füllte er auch während der American-Football-Europameisterschaft 2018 bei der österreichischen Nationalmannschaft aus. In der Saison 2018 war er der Headcoach der U15-Mannschaft der Raiders, wohingegen er in der Saison 2021 der Headcoach des U18-Teams war.
Darüber hinaus gründete Shelton 2016 die Sean Shelton Quarterback Academy, in deren Rahmen Shelton Camps und privates Training anbietet.

### Sportdirektor
Shelton wurde am 28. September 2022 als Sportdirektor der Munich Ravens vorgestellt.

## Erfolge
Persönliche Auszeichnungen
- 1st Team All-PCAC (1): 2008
- Offense MVP William Jewell Cardinals (4): 2010, 2011, 2012, 2013
- Division Élite Import MVP (1): 2014
- Vaahteraliiga All Star (1): 2014
- AFL MVP (2): 2016, 2018
- Austrian Bowl MVP (2): 2016, 2021
- CEFL MVP (1): 2017
- ELF MVP (1): 2022
- 1st Team All-ELF (1): 2022

Titel
- Finnischer Meister (1): 2014
- Österreichischer Meister (5): 2015, 2016, 2018, 2019, 2021
- CEFL-Champion (3): 2017, 2018, 2019
- Sieger European Super Final (1): 2018
- ECTC-Champion (1): 2019

## Statistiken
| Jahr                                   | Team          | Spiele 1 | Passspiel | Passspiel | Passspiel | Passspiel | Passspiel | Passspiel | Passspiel | Passspiel | Laufspiel | Laufspiel | Laufspiel | Laufspiel |
| Jahr                                   | Team          | Spiele 1 | Komp.     | Versuche  | Quote     | Yards     | Ø je V    | TD        | INT       | RTG       | Läufe     | Yards     | Schnitt   | TD        |
| -------------------------------------- | ------------- | -------- | --------- | --------- | --------- | --------- | --------- | --------- | --------- | --------- | --------- | --------- | --------- | --------- |
| European League of Football            |               |          |           |           |           |           |           |           |           |           |           |           |           |           |
| 2022                                   | Raiders Tirol | 12       | 248       | 390       | 63,6 %    | 3.135     | 12,6      | 31        | 6         | 108.65    | 79        | 422       | 5,3       | 8         |
| ELF Gesamt                             | ELF Gesamt    | 12       | 248       | 390       | 63,6 %    | 3.135     | 12,6      | 31        | 6         | 108.65    | 79        | 422       | 5,3       | 8         |
| Quellen: stats.europeanleague.football |               |          |           |           |           |           |           |           |           |           |           |           |           |           |

## Privates
Shelton wuchs in Palm Harbor bei Tampa Bay, Florida mit zwei Brüdern auf. Seine Mutter war professionelle Footballspielerin und auch sein Vater war am College im Football aktiv. An der William Jewell University studierte er das Studienfach „Education and Physical Education“. Shelton ist mit einer Österreicherin verheiratet. Das Paar hat ein gemeinsames Kind.

## Sonstiges
Im Jahr 2020 betrieb Shelton einige Monate lang den Podcast "he has a bird".